# USS New Hampshire (BB-25)
USS New Hampshire (BB-25) to drugi amerykański pancernik noszący nazwę pochodzącą od stanu New Hampshire. Należał do typu Connecticut i był ostatnim amerykańskim przeddrednotem. Został przyjęty do służby dwa lata po „HMS Dreadnought”.
Jego stępka została położona 1 maja 1905 roku w New York Shipbuilding Corporation w Camden. Został zwodowany 30 czerwca 1906, matką chrzestną była Hazel E. McLane – córka gubernatora Johna McLane’a. Wszedł do służby w US Navy 19 marca 1908, z dowódcą komandorem Cameronem M. Winslowem jako dowódcą.
Po opuszczeniu Nowego Jorku pancernik wziął udział w rejsie do Colón w Panamie (20 czerwca -26 czerwca 1908), a następnie odwiedził Quebec, Portsmouth na Rhode Island, Nowy Jork i Bridgeport. Po przeglądzie w Nowym Jorku i ćwiczeniach na Karaibach „New Hampshire” wziął udział w przeglądzie floty dokonanym przez prezydenta USA Theodore Roosevelta w Hampton Roads 22 lutego 1909, podczas którego witano wracającą do USA Wielką Białą Flotę.
Podczas następnego półtora roku okręt uczestniczył w ćwiczeniach w pobliżu wschodniego wybrzeża USA i na Karaibach, a następnie opuścił 1 listopada 1910 Hampton Roads, wraz z 2nd Battleship Division i udał się do Cherbourga we Francji i Weymouth (Anglia). Opuścił Wyspy Brytyjskie 30 grudnia i wrócił na Karaiby, po czym dotarł do Norfolk 10 marca 1911. Tam przygotowywał się do swojej drugiej europejskiej podróży, która zawiodła go do Skandynawii, Rosji i Niemiec. Dywizjon wrócił do Nowej Anglii 13 lipca 1911.

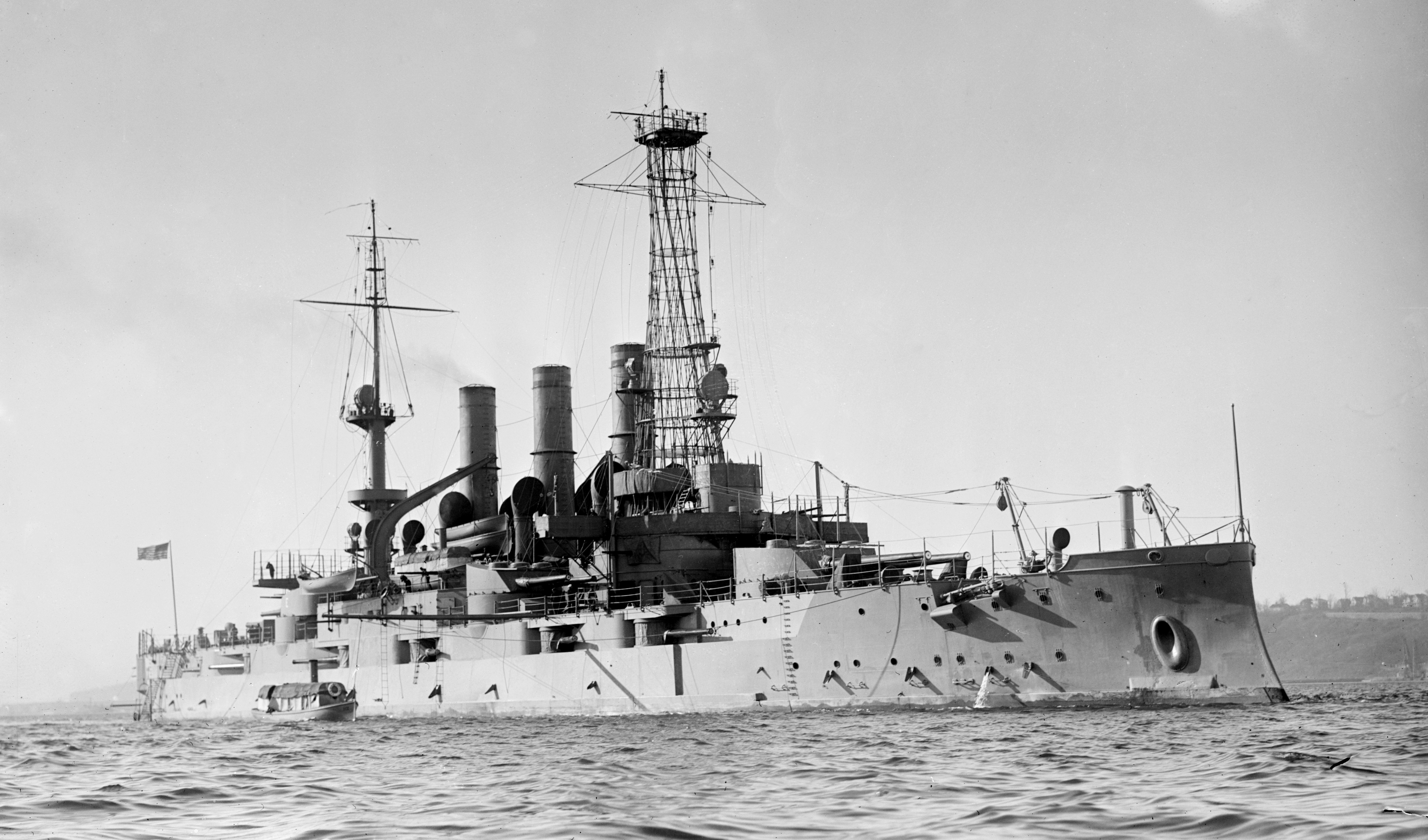
USS „New Hampshire” w 1910

„New Hampshire” służył jako okręt szkolny dla uczniów United States Naval Academy, z którymi pływał w pobliżu Nowej Anglii podczas kolejnych dwóch okresów letnich. Patrolował także obszar w pobliżu Hispanioli w czasie niepokojów społecznych w grudniu 1912. Od 14 czerwca 1913 do 29 grudnia podobnie bronił interesów USA w pobliżu wybrzeża meksykańskiego, dokąd wrócił 15 kwietnia 1914 aby wspierać okupację miasta Veracruz. Pancernik popłynął na północ 21 czerwca na przegląd do Norfolk. Następnie uczestniczył w ćwiczeniach w pobliżu wschodniego wybrzeża USA i Karaibów do czasu powrotu do Veracruz w sierpniu 1915.
Po dotarciu 30 września 1915 do Norfolk „New Hampshire” operował na wodach północnych do 2 grudnia 1916. Popłynął następnie na Santo Domingo, gdzie dowodzący oficer wziął udział w rządzie kraju rozrywanego rewoltami. Pancernik wrócił do Norfolk w lutym 1917 na przegląd. Był w stoczni gdy Stany Zjednoczone przystąpiły do I wojny światowej. Przez następne półtora roku okręt służył do celów szkoleniowych dla artylerzystów i mechaników na północnych wodach przybrzeżnych USA. 15 września rozpoczął pierwszą z dwóch misji jako eskorta konwoju, ochraniając transport z Nowego Jorku do punktu spotkania w pobliżu francuskiego wybrzeża. 2 grudnia 1918 okręt rozpoczął pierwszą z czterech podróży w trakcie których przewoził weteranów wojny z Francji do portów wschodniego wybrzeża USA. Te rejsy zakończył 22 czerwca 1919, kiedy został poddany przeglądowi w Filadelfii. Następnie 5 czerwca 1920 odbył z zaokrętowanymi kadetami Akademii Morskiej rejs przez Kanał Panamski na Hawaje i do portów Zachodniego Wybrzeża. Wrócił do Filadelfii 11 września.
„New Hampshire” służył jako okręt flagowy specjalnych sił morskich na wodach haitańskich do 18 października do 12 stycznia 1921 i 25 stycznia popłynął ze szczątkami szwedzkiego ministra Wilhelma Ekerigrena do Sztokholmu, gdzie dotarł 14 lutego. Odwiedził także Kilonię i Gravesend zanim wrócił do Filadelfii 24 marca. Tam został wycofany ze służby 21 maja 1921.
Okręt został sprzedany na złom 1 listopada 1923 zgodnie z ustaleniami traktatu waszyngtońskiego.